# 符騰堡選侯國
符騰堡選侯國（英語：Electorate of Württemberg）是神聖羅馬帝國內一個短命的邦國，位於萊茵河右岸。符騰堡選侯國成立於1803年，由拿破崙將符騰堡公國提升為選侯國，作為神聖羅馬帝國邦國之間其中一個擁有最高地位的國家。然而，不久之後，即1806年1月1日，符騰堡最後一位選帝侯被改為授予符騰堡國王的稱號。隨後的同年8月6日，最後一位皇帝弗朗茨二世正式廢除了名存實亡的神聖羅馬帝國。

## 歷史
1793年，符騰堡公爵卡爾·歐根逝世時沒有合法繼承人，公爵先後由他的兩個兄弟繼承，首先是路德維希·歐根（死於1795年），他死後亦無嗣，之後繼任的是腓特烈二世·歐根（卒於1797年）。腓特烈二世·歐根曾在普魯士腓特烈大帝的軍隊中服役，並與腓特烈大帝有姻親關係，隨後在蒙貝利亞爾附近管理家族的莊園。因地制宜，他主要以當地通行的法語教育他的孩子們和向他們傳授新教信仰，後來符騰堡王室的所有成員基本都是他的後裔。因此，當他的兒子於1797年成為公爵腓特烈三世之時，符騰堡家族又重新信仰新教，此後王室也堅持了這一信仰。
在腓特烈二世·歐根短暫的統治期間，法蘭西共和國入侵符騰堡，並迫使公爵從神羅帝國聯軍中撤軍並支付戰爭賠款。儘管他只統治了兩年，但腓特烈二世·歐根有效地保持了公國的獨立性。通過他的眾多孩子的婚姻，他與眾多歐洲王室都建立了非凡的聯繫，包括俄羅斯的羅曼諾夫王朝、奧地利哈布斯堡-洛林王朝和英國漢諾威王朝等等。
腓特烈二世·歐根的兒子，公爵腓特烈三世（1754年-1816年）將腓特烈大帝視為偶像效法。他不顧人民的意願參加了對法國的戰爭，當法國人再次入侵並摧毀該國時，他流亡到埃朗根，在那裡他一直待到1801年2月9日呂內維爾條約簽訂為止。
法國參與德意志采邑調解之後，1802年3月，腓特烈三世簽署條約，割讓了符騰堡在萊茵河左岸，包括蒙貝利亞爾在內的公國財產。作為回報，符騰堡獲得了九座帝國自由城市，當中包括羅伊特林根、海布隆，以及其他領土，總面積約為850平方英里，約有124,000名居民。1803年，他還從拿破崙手中接受了選帝侯的頭銜。隨後，公國被提升為選侯國，即符騰堡選侯國（1803年-1805年）。新併入的地區並沒有併入公國，而是保持獨立。這片地區被稱為「新符騰堡」，並在沒有地方議會的情況下統治這些地區。其他地區是在1803年至1806年作為德意志采邑調解過程的一部分所獲得的。
1805年，符騰堡站在法蘭西第一帝國的一邊與反法同盟作戰。在1805年12月的普雷斯堡和約中，符騰堡獲得了施瓦本行政圈內的前奧地利，以及圈內其他領地。1806年1月1日，腓特烈三世公爵被授予「符騰堡國王」的頭銜，隨後他成為國王腓特烈一世。腓特烈一世國王廢除了憲法，統一了舊符騰堡和新符騰堡地區。隨後，他將教會財產置於國家控制之下。他還加入了萊茵邦聯並獲得了更多的領土。